# Kærlighedens fallit
Kærlighedens fallit er en amerikansk stumfilm fra 1923 af Frank Lloyd.

## Medvirkende
- Corinne Griffith som Madame Zatianny / Mary Ogden
- Conway Tearle som Lee Clavering
- Clara Bow som Janet Oglethorpe
- Tom Ricketts som Charles Dinwiddie
- Carmelita Geraghty som Anna Goodrich
- Tom Guise som Gavin Trent
- Alan Hale	som Rohenhauer